# Antoni Biosca i Sagristà
Antoni Biosca i Sagristà (català: Antoni Biosca)  (Barcelona, 1801 - Barcelona, 5 d'agost de 1865) fou un mestre de ball català, que s'encarregà d'estudiar els balls catalans. Va publicar obres com ara Arte de danzar o Reglas e instrucciones para los aficionados a bailar contradanzas francesas o rigodones, on mostra el seu gust per la dansa de la Barcelona romàntica. Fou titular d'una de les dotze escoles de dansa que existien a Barcelona durant la dècada del 1830. Es va fer famós per ensenyar un ball inventat per ell anomenat Los cazadores mentre feia de mestre de ball a l'escola de dansa del carrer Tapineria 4, situada en el barri gòtic de Barcelona.
Fill de Ramon Biosca sabater i Rosalia Sagristà. Va morir als 64 anys al c/ Tapineria núm.4 primer pis, viudo de Josefa Juvany.